# Gale Hess
Gale Hess (* 22. Februar 1955 in Calexico, Kalifornien; † 2. Januar 2012) war eine US-amerikanische Jazzgeigerin und Komponistin.

## Leben und Wirken
Gale Hess wuchs in Dallas auf und studierte am Royal College of Music in London. Danach arbeitete sie  u. a. mit verschiedenen Ensembles und Orchestern wie den Vivaldi Concertante in London, Teatro dell Opera in Rom und der Filarmonica da las Americas in Mexiko-Stadt. 1973 spielte sie erste Violine im W.T. White Orchestra.
Bekannt wurde sie im Raum Dallas vor allem mit der von ihr 1985 mitbegründeten Band Cafe Noir, zu der Lyles West, Randy Erwin, Jason Bucklin und Norbert Gerl gehörten. Stilistisch spielte die Band im Bereich von Ethno-Jazz und Gypsy-Jazz. Sie nahm mit Cafe Noir einige Alben auf, das gleichnamige Debütalbum (1988), Window to the Sea (1993) und The Waltz King (1994). In Dallas trat sie u. a. auch 1995 mit Jimmy Page und Robert Plant auf; nach ihrem Ausstieg bei Cafe Noir arbeitete sie mit dem Cirque du Soleil.
Sie starb am 2. Januar 2012 im Alter von 56 Jahren an einer Krebserkrankung.

## Auszeichnungen
- 1991: Best Miscellaneous Instrumentalist gemäß einer Leser-Umfrage des Dallas Observer